# Christoph Demantius
Christoph Demantius (Liberec, 15 dicembre 1567 – Freiberg, 20 aprile 1643) è stato un compositore, teorico della musica e poeta tedesco.
Fu un contemporaneo di Claudio Monteverdi e rappresentò la fase di transizione nella musica luterana tedesca dallo stile polifonico rinascimentale al primo barocco.

## Biografia
Nacque a Reichenberg (ora Liberec, nella Repubblica Ceca) e probabilmente ricevette la sua prima formazione nella città natale, sebbene siano note poche informazioni sulla sua gioventù. All'inizio degli anni 1590 si trovava a Bautzen, dove scrisse un testo scolastico e nel 1593 ottenne un titolo accademico dall'Università di Wittenberg. Nel 1594 si trasferì a Lipsia e nel 1597 ottenne un posto di cantore (Kantor) a Zittau, dove probabilmente ebbe come allievo il giovane Melchior Franck.
Il suo incarico successivo, che mantenne per il resto della sua vita, fu quello di cantore alla cattedrale di Freiberg. Nonostante riuscisse a mantenere l'impiego, la guerra dei trent'anni gli rovinò la vita. la maggior parte dei suoi figli, nati da quattro diversi matrimoni, morì per le ristrettezze imposte dalla guerra. 

## Opere
Demantius fu un compositore enormemente prolifico, ma molte delle sue opere sono andate perse. Stilisticamente fu un successore di Orlando di Lasso, che fu attivo in Germania durante la giovinezza di Demantius. Scrisse la maggior parte della sua musica prima della guerra dei trent'anni: è probabile che le ristrettezze della guerra, compresa la mancanza di musicisti, abbiano reso difficile la composizione e la pubblicazione di nuove opere.
Nel campo della musica sacra Demantius scrisse mottetti, messe, Magnificat, salmi, inni e musicò magnificamente una "Passione secondo San Giovanni": è questa una delle Passioni più significative dell'ultimo Rinascimento. Scritta per sei voci, è considerata infatti il più maturo sviluppo della Passione tedesca mottettata; quelle composte successivamente erano di taglio più drammatico, fino alla Passione secondo Giovanni di Johann Sebastian Bach. La composizione di Demantius comprende il capitolo 53 di Isaia in aggiunta al testo del Vangelo secondo Giovanni.
I suoi mottetti sono di stile tardo-rinascimentale e tutti luterani; alcuni sono in tedesco e altri in latino. Hanno caratteristiche conservatrici in quanto evitano alcune innovazioni del barocco italiano come lo  stile concertato e il basso continuo, entrambi i quali si diffusero in Germania già prima del 1610; tuttavia creò un linguaggio musicale fortemente personale utilizzando forme e mezzi tradizionali, ben distinto dalla polifonia palestriniana adottata da altri compositori dell'epoca ritenuti "conservatori."
Scrisse anche musica profana, sia vocale sia strumentale, fra cui trenodie, danze, epitalami e altra musica d'occasione. Quasi certamente era autore anche dei testi che musicava.
Come teorico della musica è celebre per aver scritto il primo dizionario dei termini musicali in tedesco. Nel 1592 a Bautzen pubblicò anche un libro di testo per l'insegnamento musicale nelle scuole, Forma musices.